# Église Saint-Pierre de Jarnac
Pour les articles homonymes, voir Église Saint-Pierre.
L’église Saint-Pierre est une église catholique d'architecture romane située à Jarnac (Charente), dans le centre historique de la ville.

## Historique
Eglise du prieuré Saint-Pierre qui appartenait à l'abbaye Saint-Cybard d'Angoulême (VIIIe siècle). Les moines bénédictins puis les chanoines réguliers augustins s'y succédèrent au IXe siècle. Le déclin fut sensible au début du XVe siècle. 
L'édifice préroman a laissé quelques traces d'un petit appareil régulier cubique dans les murs de la nef. Une église avec façade romane fut édifiée au XIIe siècle. La façade fut remplacée au XIXe siècle par une élévation à arcatures de style néo-roman. 
Au XIIIe siècle, une crypte carrée et un chœur à chevet plat furent rajoutés à l'édifice précédent. Le clocher roman fut surmonté d'un étage élancé. 
Après l'incendie des voûtes en 1562, l'église fut restaurée au XVIIe siècle. Une chapelle fut construite au nord du chœur. La nef fut revoûtée en briques en 1847-1849. À la même époque, le chœur fut restauré par l'architecte Demenieux qui rétablit la grande baie. En 1874-1875, E. Warin bâtit la chapelle sud et une sacristie.

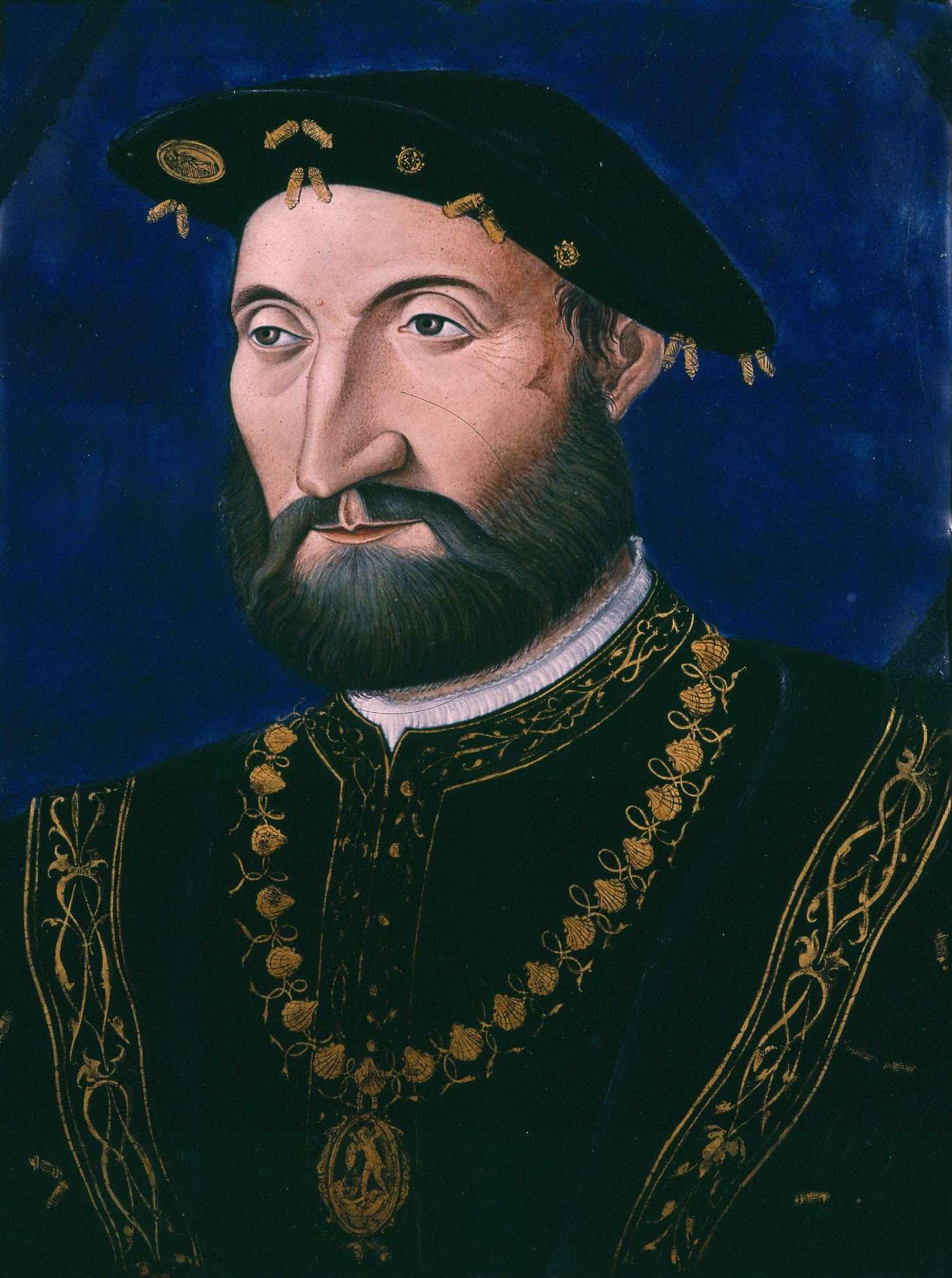
Guy Chabot, seigneur de Jarnac.

## Caractéristiques
L'édifice est de plan rectangulaire. La nef est voûtée d'arêtes et le chœur d'ogives. La travée carrée du clocher, accolée à la troisième travée de la nef côté nord, est sous coupole sur pendentifs. La crypte se divise en quatre compartiments à partir d'un pilier central. Elle est voûtée d'ogives et conserve des peintures murales.
Sa crypte Saint-Michel du XIIe siècle est classée monument historique, lieu de sépulture des seigneurs de Jarnac, tout au moins à partir du XVe siècle celui des Chabot.
La crypte fut classée monument historique en 1945, le cocher fut inscrit monument historique, en 1992.

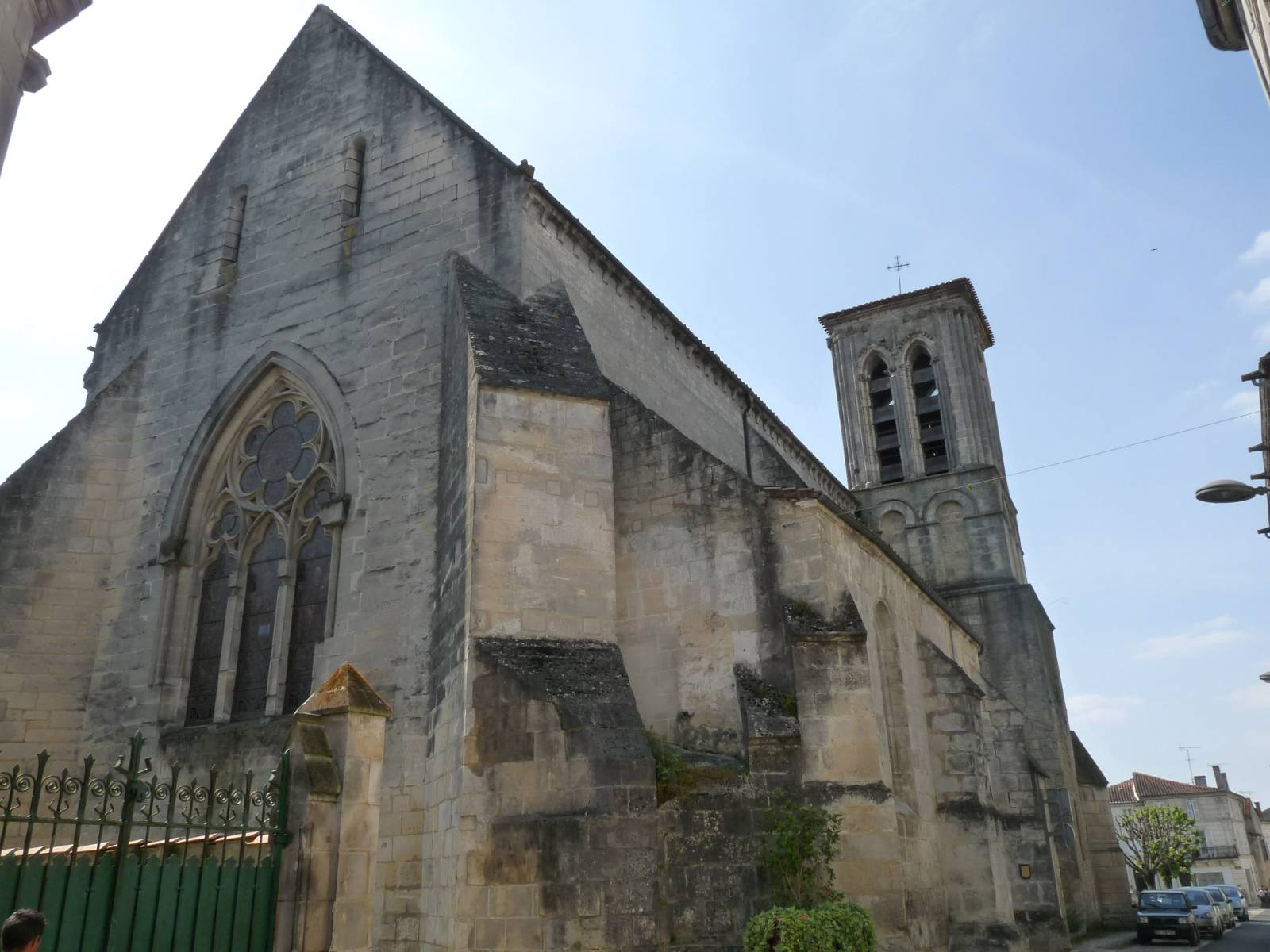
Façade arrière et clocher
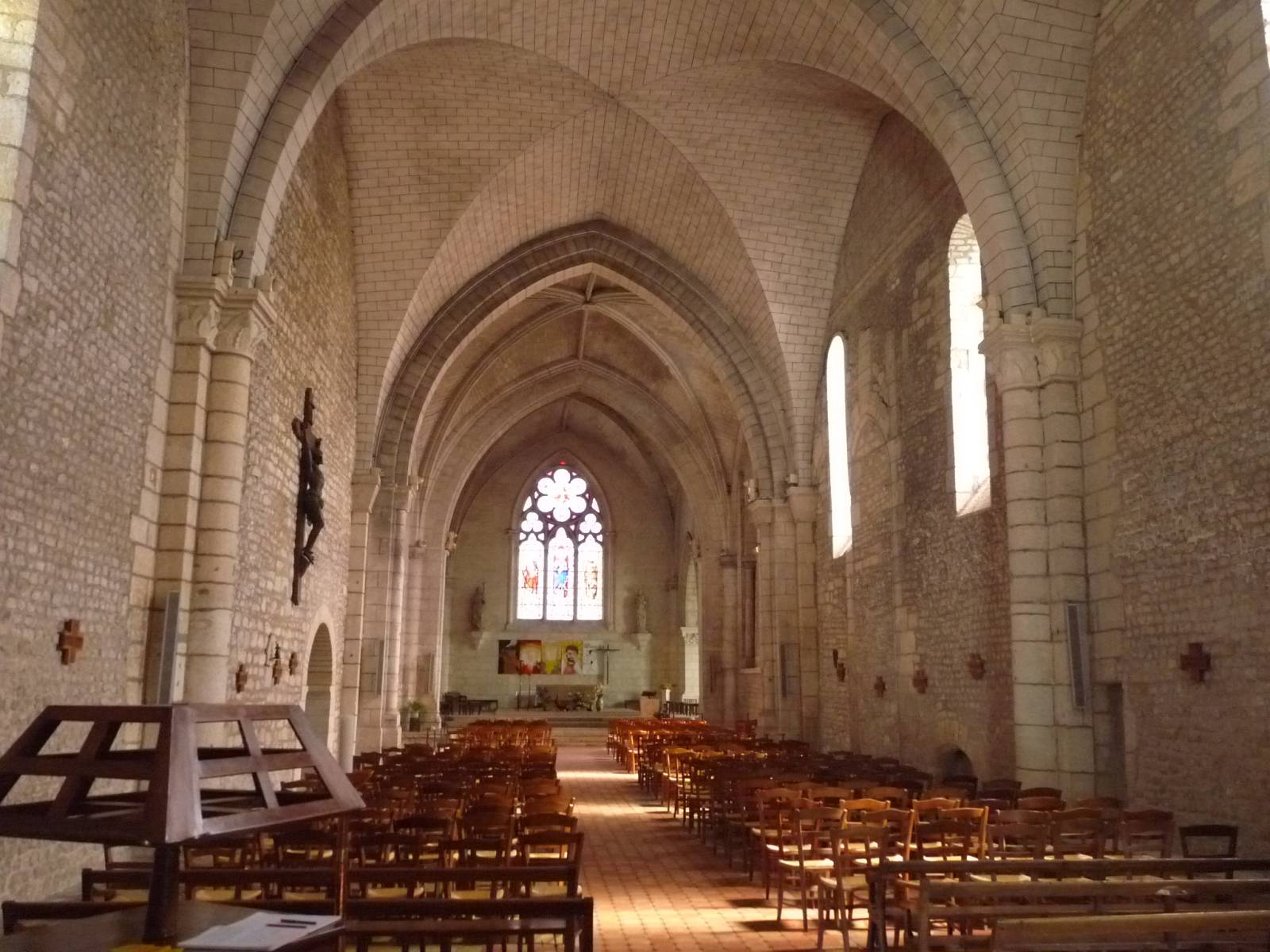
La nef
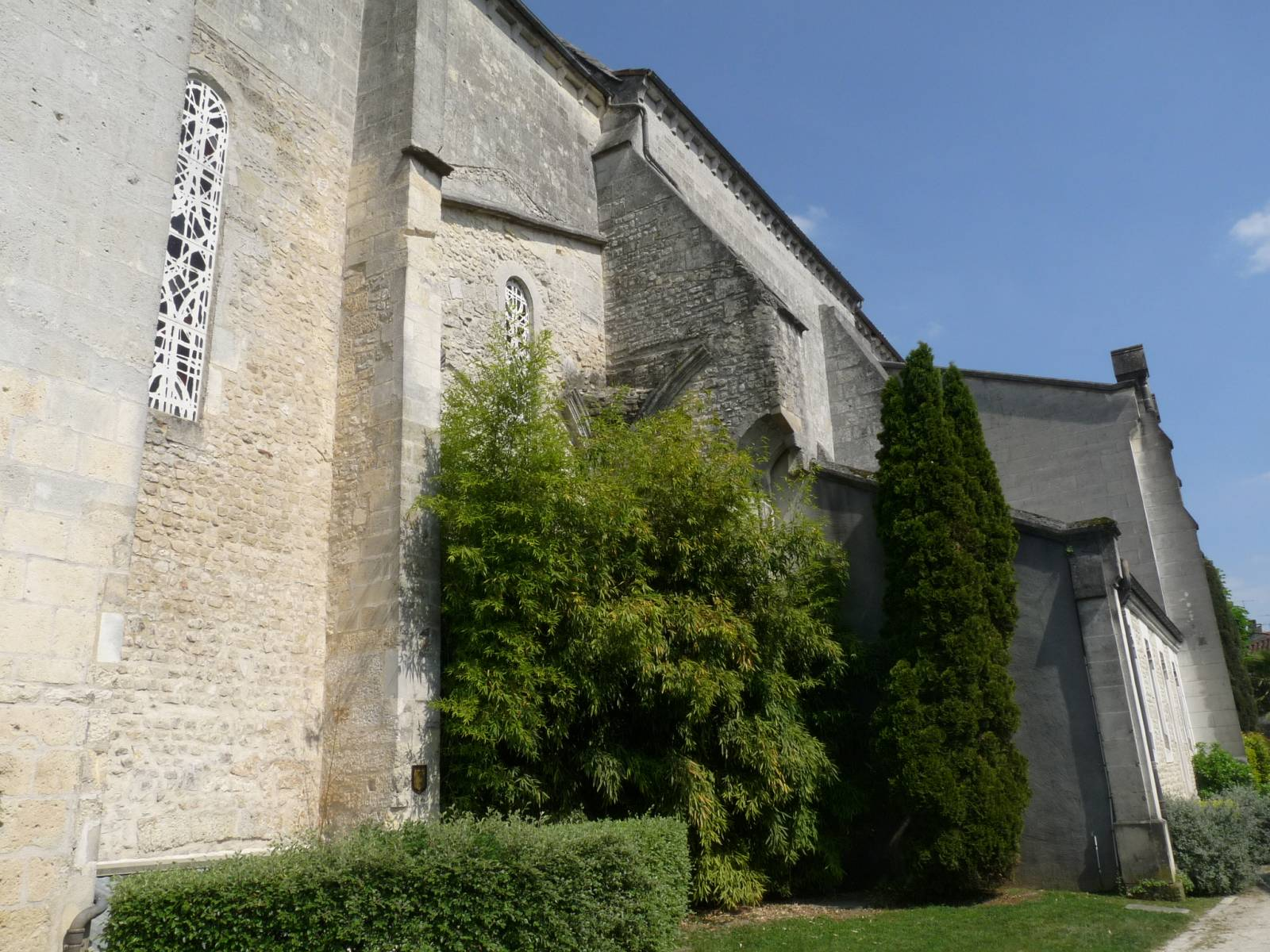
Le mur latéral et vestige du prieuré

## Communauté actuelle
Le Père Robert est chargé de la paroisse de Jarnac, qui relève du diocèse d'Angoulême. Messe tous les dimanches à 11h. Organisation de concert sur l'orgue allemand du XIXe, entraide. La communauté tisse des liens anciens avec la communauté du temple protestant de Jarnac, dont les membres descendent des hugenots du XVIe siècle, importants en Charente (proximité de la place de sûreté de La Rochelle).

## Personnalités
- François Mitterrand (1916-1996), homme politique français, président de la République de 1981 à 1995, né à Jarnac le 26 octobre 1916, a été baptisé en l'église Saint-Pierre le 6 mai 1917[5]. Ses obsèques y sont célébrées le 11 janvier 1996.